# Décès en mai 2003
Décès
- 1999
- 2000
- 2001
- 2002
- 2003
- 2004
- 2005
- 2006
- 2007

Pour une information complémentaire, voir la page d'aide.

| Date    | Nom                  | Activités | Âge | Source |
| ------- | -------------------- | --- | --- | ------ |
| 1er mai | Lucie Favier         | Historienne et archiviste française. | 70  | (fr)   |
| 2 mai   | Ceslaw Bojarski      | Célèbre faussaire franco-polonais des années 1960.                                                                                       | 90  | (pl)   |
| 3 mai   | Suzy Parker          | Mannequin et actrice américaine. | 70  | (en)   |
| 4 mai   | Norberto Ceresole    | Sociologue et politologue argentin. | 59  | (en)   |
| 8 mai   | Quentin Dean         | Actrice américaine. | 58  | (en)   |
| 9 mai   | Louis Ferrand        | archevêque de Tours de 1956 à 1980 | 97  |        |
| 11 mai  | Noel Redding         | ancien bassiste du Jimi Hendrix Experience                                                                                               | 57  |        |
| 12 mai  | Yves Le Dû           | Compagnon de la Libération | 83  |        |
| 13 mai  | Jef Friboulet        | peintre, lithographe et sculpteur français                                                                                               | 83  |        |
| 13 mai  | Marcos Zucker        | acteur et humoriste argentin | 82  |        |
| 14 mai  | Dave DeBusschere     | Basket-balleur américain. | 62  | (en)   |
| 14 mai  | Dame Wendy Hiller    | actrice anglaise | 90  |        |
| 14 mai  | Robert Stack         | acteur américain | 84  |        |
| 15 mai  | June Carter Cash     | Chanteuse américaine. | 73  | (en)   |
| 15 mai  | Gabriel Robert       | Joueur et entraîneur de football français.                                                                                               | 83  |        |
| 15 mai  | Rik Van Steenbergen  | Coureur cycliste belge. | 78  |        |
| 16 mai  | Abdellatif Beggar    | Footballeur international marocain. | 50  |        |
| 23 mai  | Pierre Brandel       | Peintre français | 91  | (fr)   |
| 23 mai  | Wim van Est          | Coureur cycliste néerlandais. | 80  | (nl)   |
| 23 mai  | Jean Yanne           | chanteur, humoriste, acteur, auteur, réalisateur, producteur et compositeur français                                                     | 69  |        |
| 27 mai  | Luciano Berio        | compositeur italien | 77  |        |
| 28 mai  | Oleg Makarov         | cosmonaute soviétique | 70  |        |
| 28 mai  | Ilya Prigogine       | physicien et chimiste belge d'origine russe                                                                                              | 86  |        |
| 28 mai  | Martha Scott         | actrice et productrice américaine. | 90  | (en)   |
| 28 mai  | Marc Zuber           | acteur britannique. | 59  |        |
| 29 mai  | Trevor Ford          | footballeur international gallois. | 79  | (en)   |
| 31 mai  | Nicolas Barone       | coureur cycliste français | 72  |        |
| 31 mai  | Francesco Colasuonno | cardinal italien, nonce apostolique au Mozambique (en), au Zimbabwe (en), en Yougoslavie (en), en Pologne, en Russie puis en Italie (en) | 78  |        |